# Luftflotte 1
La Luftflotte 1 (1ª Flotta aerea) era una grande unità a livello d'armata della Luftwaffe nella seconda guerra mondiale. Venne formata il 1º febbraio 1939 dal Luftwaffengruppenkommando 1 a Berlino. Prestò servizio in Estonia, Lettonia, Lituania, Immola e Finlandia come supporto aereo delle forze dell'Asse nell'area; con uffici di comando a Malpils, Lettonia, (26 giugno 1944), fronte orientale.

## Ufficiali in comando
- Generalfeldmarschall Albert Kesselring, 1 febbraio 1939-11 gennaio 1940
- Generaloberst Hans-Jürgen Stumpff, 12 gennaio 1940 - 10 maggio 1940
- Generale Wilhelm Wimmer, 11 maggio 1940-19 agosto 1940
- Generaloberst Alfred Keller, 20 agosto 1940 - 12 giugno 1943
- Generaloberst Günther Korten, 12 giugno 1943-23 agosto 1943
- Generale Kurt Pflugbeil, 24 agosto 1943-16 aprile 1945

## Capi di stato maggiore
- Generalmajor Wilhelm Speidel, 1 febbraio 1939-19 dicembre 1939
- Generalleutnant Ulrich Kessler, 19 dicembre 1939 - 25 aprile 1940
- Oberst Heinz-Hellmuth von Wühlisch, 1 maggio 1940-9 maggio 1940
- Generalmajor Dr. Robert Knauss, 9 maggio 1940-4 ottobre 1940
- Generalmajor Otto Schöbel, 5 ottobre 1940-16 gennaio 1941
- Generalmajor Heinz-Hellmuth von Wühlisch, 16 gennaio 1941-13 ottobre 1941
- Generalmajor Herbert Rieckhoff, 13 ottobre 1941-23 febbraio 1943
- Generalmajor Hans Detlef Herhudt von Rohden, 23 febbraio 1943-24 agosto 1943
- Generalmajor Klaus Uebe, 25 agosto 1943-24 dicembre 1944
- Oberstleutnant Paul-Werner Hozzel, 25 dicembre 1944-16 aprile 1945

## Unità subordinate
- II, III/Kampfgeschwader 1 "Hindenburg" (Ju 88A)
- Kampfgeschwader 76 (Ju 88A)
- Kampfgeschwader 77 (Ju 88A)
- K.Fl.Gr. 806 (Ju 88A)
- Jagdgeschwader 54 (Bf 109F)
- 2(F) Ob.d.L. (Do 215B)
- 5(F) 122 (Ju 88D)
- undici squadroni (Hs 126)
- SAGr 125 (Ar 95, Ar 196, He 114)
- uno squadrone di trasporto (Ju 52)
- cinque squadroni di collegamento(Fi 156)
- IV. Flakkorps (anti-aircraft artillery)
  - 2. Flak-Division
  - 6. Flak-Division